# 3490 Šolc
3490 Šolc là một tiểu hành tinh vành đai chính với chu kỳ quỹ đạo là 1358.3471963 ngày (3.72 năm).
Nó được phát hiện ngày 20 tháng 9 năm 1984.